# HMCS St. Catharines (K325)
«Сент-Кетерінс» (K325) (англ. HMCS St. Catharines (K325) — військовий корабель, фрегат типу «Рівер» Королівського військово-морського флоту Канади за часів Другої світової війни.
Фрегат «Сент-Кетерінс» був закладений 2 травня 1942 року на верфі компанії Yarrow Shipbuilders, в Іскваймолті. 5 грудня 1942 року він був спущений на воду, а 31 липня 1943 року увійшов до складу Королівських ВМС Канади. 14 грудня 1945 року виведений до резерву. 1950 році перероблений на метеорологічний корабель. 1968 році розібраний на брухт

## Історія служби
6 березня 1944 року «Сент-Кетерінс» у взаємодії з есмінцями «Ікарус», «Шод'єр» та «Гатино», корветами «Кенілворт Касл», «Чіллівок» та «Феннель» після 31-годинного переслідування та атак німецького підводного човна U-744 змусили його спливти та здатись. Німецький екіпаж був підібраний канадськими моряками, а корабель затоплений.
У жовтні 1944 року «Сент-Кетерінс» повернувся до Канади, щоб пройти ремонт у Шелберні, Нова Шотландія. Це тривало до грудня 1944 року. Після відновлювальних робіт та іспитів на Бермудських островах фрегат повернули лише для того, щоб розпочати тропічне переобладнання для підготовки до служби в південній частині Тихого океану. Заходи включали встановлення системи водяного охолодження та охолодження, а також зміну камуфляжу. Реконструкція була завершена в серпні 1945 року, однак Японія капітулювала. 18 листопада 1945 року корабель був виключений з бойового складу флоту.